# Leptoperilissus nitidus
Leptoperilissus nitidus là một loài tò vò trong họ Ichneumonidae.